# Губник (Ладижинська міська громада)
Губник — селище в Україні, у Ладижинській міській громаді Гайсинського району Вінницької області. Населення становить 367 осіб.
В селищі розташована Ладижинська виправна колонія № 39.

## Персоналії
- Мигулько Віктор Васильович (1924—1993) — радянський і український художник театру і кіно.